# Bluetory
Bluetory – debiutancki koreański minialbum południowokoreańskiego zespołu CNBLUE, wydany 14 stycznia 2010 roku przez wytwórnię FNC Music. Płytę promował singel „I'm a Loner” (kor. 외톨이야 Oetoriya).

## Lista utworów
| Nr | Tytuł                                                                                             | Słowa                       | Kompozycja                 | Aranżacja                | Czas |
| -- | ------------------------------------------------------------------------------------------------- | --------------------------- | -------------------------- | ------------------------ | ---- |
| 1. | "I'm a Loner" (kor. 외톨이야 Oetoriya)                                                            | Han Seong-ho, Amen          | Kim Do-hoon, Lee Sang-ho   | Kim Do-hoon, Lee Sang-ho | 3:38 |
| 2. | "Love Revolution"                                                                                 | Jung Yong-hwa, Han Seong-ho | Han Seong-ho, Kim Jae-yang | Owl                      | 3:17 |
| 3. | "Y, Why..."                                                                                       | Jung Yong-hwa, Han Seong-ho | Jung Yong-hwa, Ryo         | Owl, Ryo-ta Fukuoka      | 3:48 |
| 4. | "Now Or Never"                                                                                    | Shusui, Family Business     | Shusui, Family Business    | Hirofumi Sasaki          | 3:45 |
| 5. | "I Will... Forget You..." (kor. 그럴 겁니다... 잊을 겁니다... Geureol Geomnida... Ijeul Geomnida) | Shusui, Thomas G'son        | Shusui, Thomas G'son       | Hirofumi Sasaki          | 4:49 |

## Notowania
| Lista                    | Pozycja |
| ------------------------ | ------- |
| Gaon Weekly Album Chart  | 1       |
| Gaon Monthly Album Chart | 4       |
| Gaon Yearly Album Chart  | 12      |
| Five Music (Tajwan)      | 1       |

## Sprzedaż
| Kraj                          | Sprzedaż | Certyfikat |
| ----------------------------- | -------- | ---------- |
| Korea Południowa (Gaon Chart) | 118 965  | –          |
| Tajwan                        | 10 000+  | Platyna    |